# Саранчуки
Саранчуки (укр. Саранчуки) — село в Тернопольском районе Тернопольской области Украины. Административный центр Саранчуковской сельской общины.
До 2020 года входило в Бережанский район.
Код КОАТУУ — 6120487901. Население по переписи 2001 года составляло 950 человек. Население по данным 2025 года составляет 745 человек.

## Географическое положение
Село Саранчуки находится на левом берегу реки Золотая Липа,
выше по течению на расстоянии в 1 км расположено село Рыбники,
ниже по течению на расстоянии в 2,5 км расположено село Волощина,
на противоположном берегу — село Котов.

## История
- 1399 год — дата основания.

## Объекты социальной сферы
- Школа.
- Дом культуры.
- Фельдшерско-акушерский пункт.